# Hlanîșiv, Pereiaslav-Hmelnițki
Hlanîșiv (în ucraineană Гланишів) este localitatea de reședință a comunei Hlanîșiv din raionul Pereiaslav-Hmelnițki, regiunea Kiev, Ucraina.

## Demografie
Componența lingvistică a localității Hlanîșiv
     Ucraineană (97,08%)
     Rusă (2,57%)
     Alte limbi (0,12%)
Conform recensământului din 2001, majoritatea populației localității Hlanîșiv era vorbitoare de ucraineană (97,08%), existând în minoritate și vorbitori de rusă (2,57%).